# Molobratia chujoi
Molobratia chujoi är en tvåvingeart som beskrevs av Nagatomi, Imaizumi och Akira Nagatomi 1989. Molobratia chujoi ingår i släktet Molobratia och familjen rovflugor.
Artens utbredningsområde är Taiwan. Inga underarter finns listade i Catalogue of Life.